# Koivusaari (ö i Finland, Södra Karelen, Villmanstrand, lat 61,25, long 28,11)
Koivusaari är en ö i Finland. Den ligger i sjön Saimen och i kommunen Taipalsaari i den ekonomiska regionen  Villmanstrands ekonomiska region  och landskapet Södra Karelen, i den södra delen av landet, 210 km nordost om huvudstaden Helsingfors. Öns area är 2,8 hektar och dess största längd är 270 meter i sydväst-nordöstlig riktning.